# Woodiphora quadrata
Woodiphora quadrata är en tvåvingeart som beskrevs av Liu 2001. Woodiphora quadrata ingår i släktet Woodiphora och familjen puckelflugor. Inga underarter finns listade i Catalogue of Life.